# Катидрал-Сити
Катидрал-Сити (англ. Cathedral City) — город в округе Риверсайд, штат Калифорния, США. Население по данным переписи 2010 года — 51 200 человек.

## География
По данным Американского бюро переписи населения, общая площадь города составляет 56,35 км², в том числе 55,68 км² — суша и 0,67 км² — водные пространства (1,2 %). Расположен в долине Коачелья, между городами Палм-Спрингс и Ранчо-Мираж.

## История
Город был инкорпорирован 16 ноября 1981 года.

## Население
Согласно данным переписи населения 2010 года, в городе насчитывалось 51 200 жителей. Плотность населения, таким образом, составляла 909 человек на км². Расовый состав населения города был таков: 63,5 % — белые; 2,6 % — афроамериканцы; 1,1 % — индейцы; 5,0 % — азиаты; 0,1 % — представители населения островов Тихого океана; 23,5 % — представители иных рас и 4,2 % — представители двух и более рас. 58,8 % населения определяли своё происхождение как испанское (латиноамериканское).
Из 17 047 домохозяйств на дату переписи 36,8 % имели детей; 44,5 % были женатыми парами. 25,2 % домашних хозяйств было образовано одинокими людьми, при этом в 13,3 % домохозяйств проживал одинокий человек старше 65 лет. Среднее количество людей в домашнем хозяйстве составляло 2,99; средний размер семьи — 3,67 человек.
Возрастной состав населения: 27,1 % — младше 18 лет; 9,6 % — от 18 до 24 лет; 25,3 % — от 25 до 44 лет; 23,7 % — от 45 до 64 лет и 14,4 % — 65 лет и старше. Средний возраст — 36 лет. На каждые 100 женщин приходится 105,9 мужчин. На каждые 100 женщин старше 18 лет — 107,9 мужчин.
Средний доход на домохозяйство составляет $44 406, при этом 20,5 % населения проживает за чертой бедности.
Динамика численности населения города по годам:
| 1960 | 1970 | 1980 | 1990   | 2000   | 2010   |
| ---- | ---- | ---- | ------ | ------ | ------ |
| 1855 | 3640 | 4130 | 30 085 | 42 647 | 51 200 |